# Chelsea (Vermont)
Chelsea és un poble del Comtat d'Orange (Vermont) als Estats Units d'Amèrica.

## Demografia
Segons el cens del 2000 Chelsea tenia 1.250 habitants, 495 habitatges, i 324 famílies. La densitat de població era de 12,1 habitants per km².
Dels 495 habitatges en un 29,7% hi vivien nens de menys de 18 anys, en un 50,9% hi vivien parelles casades, en un 8,9% dones solteres, i en un 34,5% no eren unitats familiars. En el 27,5% dels habitatges hi vivien persones soles el 13,5% de les quals corresponia a persones de 65 anys o més que vivien soles. El nombre mitjà de persones vivint en cada habitatge era de 2,41 i el nombre mitjà de persones que vivien en cada família era de 2,95.
Per edats la població es repartia de la següent manera: un 25,1% tenia menys de 18 anys, un 5,4% entre 18 i 24, un 26,1% entre 25 i 44, un 23,9% de 45 a 60 i un 19,4% 65 anys o més.
L'edat mediana era de 42 anys. Per cada 100 dones de 18 o més anys hi havia 90,2 homes.
La renda mediana per habitatge era de 32.024 $ i la renda mediana per família de 40.625 $. Els homes tenien una renda mediana de 27.446 $ mentre que les dones 22.841 $. La renda per capita de la població era de 16.164 $. Entorn del 9% de les famílies i el 15,3% de la població estaven per davall del llindar de pobresa.